# Francisco Mas Aznar
Francisco Mas Aznar (Crevillente, Alicante, 1887 – 1963) fue un soldado de primera de artillería que, durante la guerra del Rif, fue destinado al polvorín del Fuerte de San Miguel, en Melilla.

## Carrera
El 9 de agosto de 1911 se declaró un gran incendio en el Fuerte tras la explosión de un barril de pólvora. Francisco Mas Aznar fue el primero que se lanzó a extinguir el incendio, a riesgo de morir en el intento. Por esta acción heroica se le concedió, mediante una Real Orden, la Cruz Laureada de San Fernando. También fue nombrado Hijo Predilecto por el Ayuntamiento de Crevillente, que erigió un busto en su honor; y desde 2002 existe en Melilla una calle con su nombre.